# Kadasur, Heggadadevankote
Kadasur là một làng thuộc tehsil Heggadadevankote, huyện Mysore, bang Karnataka, Ấn Độ.